# FAM20B
FAM20B‏ (FAM20B, glycosaminoglycan xylosylkinase) هوَ بروتين يُشَفر بواسطة جين FAM20B في الإنسان.